# André Fougeron
Pour les articles homonymes, voir Fougeron.
André Alfred Fougeron, né le 1er octobre 1913 à Paris 17e et mort le 10 septembre 1998 à Amboise, est un peintre français.

## Biographie

### Les origines
Fils d'un maçon et d'une couturière, originaires de la Creuse, André Fougeron est apprenti dessinateur en dentelles, avant de travailler comme ouvrier métallurgiste, chez Renault, en particulier. Il connaît le chômage et fréquente, en autodidacte, les cours du soir de dessin de la ville de Paris. Il se fait remarquer dès les années 1930 par sa participation, avec Maurice Estève et Édouard Pignon notamment, au groupe Les Indélicats qui publie une revue anarchiste sous forme de livrets tirés à une centaine d’exemplaires composés de dix linogravures offrant un regard politique et critique sur la société : 14 juillet, chômage, élites, sportifs, colonisation ou bien encore la guerre sont quelques-uns des thèmes sociaux traités avec une force graphique très efficace, au sein de ce groupe, par Estève, Pignon, Roger Falck, Georges Ort, Adrien Cumora, Gisèle Delsine, Louis Féron, Marcel Debarbieux et Gabriel Robin.

### La guerre d'Espagne
Libéré des obligations militaires, il s’engage en 1935, avec son ami Boris Taslitzky, dans le mouvement de la Maison de la culture dirigé par Louis Aragon. Jean Cassou le retient pour figurer dans son exposition « L’Art cruel » en cette fin d’année 1937 où, après avoir songé à s’engager dans les Brigades internationales, Fougeron estime que son rôle est de témoigner en peintre. Dans cette exposition, il stigmatise avec d'autres la guerre d'Espagne menée par le général Francisco Franco contre les vainqueurs des élections espagnoles. Il en sortira trois toiles dont deux seront exposées, Espagne martyre (Tate Gallery, Londres) et Mort et faim, Espagne qu'il expose au Salon des surindépendants en octobre novembre 1937. En 1939, il adhère au Parti communiste français, dont il reste membre toute sa vie.

### La guerre de 1939-1945
Fait prisonnier sur le front de Belgique, il parvient à rejoindre la zone libre avant de se réinstaller à Paris, puis, en 1943, à Montrouge, où il tient atelier au 42, place Jules-Ferry durant toute sa carrière artistique. Il transforme cet atelier en imprimerie clandestine. Il participe dans les années 1941 à 1943 aux expositions « Douze peintres d'aujourd'hui » avec, entre autres, Bazaine, Estève, Francis Gruber, Lapicque, Le Moal, Manessier, Pignon et Tal Coat. Résistant actif dans son milieu, il est secrétaire général du Front national des Arts.
Pendant l'occupation, il durcit le trait, avec un dessin qui représente Adolf Hitler, étranglé par une main vengeresse, régurgitant des cadavres d'enfants. Il prend aussi le risque d'exposer au Salon d'Automne 1943, avec "Rue de Paris 43", un tableau qui montre des files d'attente devant les magasins d'alimentation, avec des enfants cherchant de la nourriture dans une poubelle. En 1943, il participe à l'album Vaincre, vendu à la sauvette au profit des FTP.

### La Libération
À la Libération, attaché au cabinet du directeur des Beaux-Arts, il est chargé de l'épuration dans ce domaine et est responsable d'expositions diverses (Hommage à Picasso, exposition « Henri Rousseau le douanier »). Lorsqu'en 1946 le Front national des Arts se dissout, il devient secrétaire général de l'Union des arts plastiques, responsabilité qu'il exerce jusqu'en 1950. Son dessin lithographié illustrant la victoire contre les Nazis est reproduit dans Ce Soir, grand quotidien populaire du PCF, dès le 14 juillet 1945 .
André Fougeron reçoit en 1946 le Prix national des Arts et lettres (peinture), dont le montant lui permet de voyager en Italie et de découvrir toutes les villes d'art. Il en revient avec un style apaisé, plus axé sur la représentation que l'abstrait.

### Les Parisiennes au marché, toile qui suscite la polémique
L'année suivante il peint la toile Les Parisiennes au marché (musée d'art moderne de Saint-Étienne). C'est lorsqu'elle exposée au Salon d'automne qui le 24 septembre 1948 s'ouvre à Paris et avec lui la saison des grands rendez-vous artistiques nationaux, que les traditionnels comptes rendus sont « relevés par les accents d'un scandale » pour la plupart des critiques de presse dont celui du quotidien populaire, Le Parisien libéré, face à un « sujet social en cette période marquée par la vie chère » à Paris. Alors que d'autres toiles à résonance prolétarienne sont exposées, Frank Elgar, qui fut secrétaire général de la rédaction du Populaire (SFIO), l'accuse dans Carrefour, hebdomadaire démocrate-chrétien, le 29 septembre 1948, d'avoir « travaillé sur les injonctions » de Jdanov, alors que Fougeron vient d'étudier la peinture murale classique lors d'un voyage en Italie.
« J'ai rencontré le plus mauvais tableau du monde », écrit aussi Georges Limbour dans Les Temps moderne, tandis que Libération, quotidien proche du PCF, y voit un « académisme invraisemblable ». Le Figaro s'illustre en rebaptisant la toile : « Le dernier maquereau coûte deux cents francs »…
Un mois et demi après, un article-manifeste de Fougeron, « Le peintre à son créneau » publié dans le premier numéro, en décembre 1948, de La Nouvelle Critique, le propulse chef de file du « nouveau réalisme français » qui se veut dans la continuité de la peinture d'histoire à vocation sociale (Poussin, Le Nain, Courbet). Il s'engage alors dans la voie du réalisme socialiste. C'est à partir de ce moment qu'il réalise de nombreux dessins de presse pour L'Humanité, Ce soir, Les Lettres françaises.

### L'affiche "Il faut sauver la paix" et la mort d'André Houllier
A la fin de l'exposition, Fougeron est convoqué au siège du PCF et chargé d'illustrer un slogan symbolisant l'euphorie présente lors de l'unité nationale de 1945-1946 et il propose l'image de la maternité, acceptée par le PCF après consultation des sections pour l'affiche "Il faut sauver la paix"», éditée par le PCF pour dénoncer la course aux armements, qui montre une petite fille allongée sous une pluie de bombes atomiques. L’affiche est interdite par le ministre de l'intérieur Jules Moch, une action en justice est intentée contre son auteur. Le 1er décembre, Louis Aragon organise une conférence de presse de soutien à la Mutualité et le 12 décembre 1948 le militant communiste André Houllier, ex animateur du Comité local de Libération en 1944, est tué, dans le dos, par un policier n'étant pas en service, à Saint-Mandé, en région parisienne, au moment où il colle sur un mur un tract reproduisant cette affiche. Lors de ses obsèques, Aragon se penche vers Fougeron : « Tu sais maintenant ce que tu dois faire pour le prochain Salon d’automne ». Ces obsèques prennent une ampleur nationale, le 18 décembre 1948 à Saint-Mandé, suivies par une foule massive avec forêt de drapeaux rouge, plusieurs portraits de lui et associations d'anciens combattants. Son meurtre fait suite à huit décès de militants lors de la Grève des mineurs de 1948, quelques jours plus tôt[réf. souhaitée].
C'est l'époque où les dirigeants du PCF en appellent dans la foulée dès 1949 à « l’esprit d’initiative, de dévouement et de sacrifice », via des pratiques militantes « à risque » d'être durement réprimées, sachant que sur 457 manifestations qui se déroulent entre 1949 et 1952, le PCF en organise 437, ,, et utilise « l'enceinte judiciaire comme tribune politique pour populariser ses objectifs partisans », en particulier la « politisation des questions coloniales ».
Défendu par l'avocat Léo Matarasso, Fougeron est inculpé le 16 mai 1949 par le juge Jadin « pour avoir participé à une entreprise de démoralisation de l’armée et de la nation ayant pour objet de nuire à la défense nationale »,, et la censure étendue le lendemain à la « mise en vente, la distribution, la diffusion ou l'exposition de dessins, gravures, peintures, emblèmes ou images quelconques ». Un non-lieu sera prononcé 23 septembre 1951. Fougeron répond immédiatement en peignant avec des couleurs sublimant le "Bleu blanc rouge", le tableau Hommage à André Houllier, dédié au militant qui collait son affiche, où elle apparait en raison des dimensions de l'oeuvre, 4 mètres de long, qui « domina la salle » consacrée à la peinture réaliste au Salon d'automne 1949, en s'inspirant du classique Jacques-Louis David, ce qui est contesté par de virulents comptes rendus de presse auxquels Fougeron répond dans Arts de France par l'article "Critique et autocritique". En bas du tableau, le corps d'André Houllier rappelle celui de la petite fille de l'affiche .
La Justice ouvre au total deux cents informations contre X, sous le même motif, par exemple contre Louis Mardon, directeur du quotidien La Voix de la patrie (quotidien), inculpé pour avoir publié une reproduction de cette affiche puis relaxé par le tribunal de Montpellier 31 mai 1949,. La cour d’appel de Montpellier confirme par "l'arrêt Mardon" du 27 juillet 1949, qui entraîna la multiplication des relaxe.
Entre-temps, en octobre – novembre 1949, Hommage à André Houllier est primée au Salon d’Automne. En décembre, c'est les 70 ans de Staline à qui elle est offerte, dans un lot de nombreux cadeaux faits par des ouvriers français, ainsi que "Staline, à ta santé", un dessin de Picasso, publié dans L'Humanité  ou encore deux lithographies, le Colleur d’affiches de Saint-Mandé et Par tous les temps. L'œuvre restera jusqu'en 1968 au Musée Pouchkine de Moscou, selon l'historienne de l'art Sarah Wilson. Un consensus veut alors que Picasso soit le peintre de la Paix et Fougeron le peintre du communisme. Dans le sud de la France, de nombreux jeunes peintres et militants communisme se réclament du second, qui est montré en exemple pour ses origines ouvrières, son passé d'ouvrier et de résistant, et son engagement. Picasso est alors « comparé défavorablement » à d'autres artistes par nombre de commentateurs communistes

### Le Pays des Mines
En 1949 également, Auguste Lecœur et la fédération CGT des mineurs du Nord et du Pas-de-Calais, invitent Aragon à écrire des poèmes sur « le Pays des mines ». « Les mineurs attendent maintenant l’Aragon de la peinture », écrit-il. En janvier 1950, il offre à Fougeron une résidence à Lens, où il aménage la Maison du Peuple, et près d’un an de salaire pour créer une série.
Le "Pays des Mines", qui réunit 25 000 visiteurs et quarante toiles et dessins d’André Fougeron sur la vie des mineurs, à partir du 12 janvier 1951, à la galerie Bernheim-Jeune, avenue Matignon, se considère ainsi comme un « reportage » mais son troisième tableau, avec un combat de coqs typique du Nord de la France, sera jugé d'un « populisme terrible » . L'exposition est critiquée pour des dates qui risque de faire de l'ombre à une autre consacrée à Picasso.
Auguste Lecœur a signé un mois plus tôt dans L'Humanité un article distinguant André Fougeron comme peintre à son « créneau de communiste », de Picasso, « peintre de la paix », connu depuis 1949 pour sa Colombe de la paix.
Lecœur reprend simplement le titre de l'article d'André Fougeron dans numéro de La Nouvelle Critique de 1948, qui avait suivi son premier succès au Salon d'automne.
Durant cette période allant de la fin des années 1940 à la première moitié des années 1950, il répond à de nombreuses invitations dans le cadre d'une politique culturelle lancée par le PCF pour promouvoir un « art social », se présentant comme au service de la classe ouvrière, en prise directe avec la vie politique française.

### La critique du portrait de Staline
En mars 1953, un Portrait de Staline est commandé à Picasso juste après la mort du dirigeant soviétique pour être publié par Louis Aragon dans Les Lettres françaises, journal du PCF qu'il dirige depuis janvier 1953. Ce dernier doit accepter juste après de faire son autocritique dans les deux numéros suivants car le portrait a choqué des lecteurs. Plusieurs lettres de ceux-ci sont sélectionnées par François Billoux, secrétaire national du PCF, qui les transmet au rédacteur en chef Pierre Daix pour qu'il les mette en page. Ce dernier accepte aussi de publier, dans un de ces deux numéros des Lettres françaises, l'intégralité d'une lettre d'André Fougeron, que lui transmet aussi Billoux, où le peintre estime sobrement qu'il aurait été plus prudent ou plus adapté de publier une photo ou le dessin d'un artiste soviétique. Louis Aragon, qui encensait jusque-là Fougeron, attaque alors ce dernier de manière virulente lors du salon d'automne 1953, puis définit la politique culturelle voulue par Maurice Thorez lors du congrès du PCF de juin 1954, dans un discours repris par une plaquette diffusée dans tout le parti titrée L'art de parti en France et dénonçant une dérive vers l'ouvriérisme. André Fougeron disparaît alors des publications communistes et se voit diabolisé en général.

### La poursuite de l'œuvre picturale
Par la suite, le peintre se dirige vers un style figuratif plus critique et mélange les influences, empruntant à la photographie, à l'hyperréalisme et à la bande dessinée, sans abandonner ses interventions picturales sur l'actualité. Il est considéré comme un « père » de la Figuration narrative. Il réalise en 1968 une tournée dans les pays de l'Est mais son œuvre est peu à peu oubliée,.
Il laisse une œuvre de toiles, lithographies, aquarelles, dessins, présentes dans les musées tant nationaux qu’étrangers (de New York à Moscou) et des mosaïques-céramiques pour la cité technique de Sète ou des écoles de Pantin, Ivry-sur-Seine, Bagneux et d'Arcueil. Deux fresques en céramique, dont une signée et datée de 1959, ornant les murs de la cantine de l'école Joliot-Curie à Arcueil sont détruites en avril 2010 lors de la démolition du bâtiment. Ami du maire communiste de Romilly-sur-Seine (Aube), Maurice Camuset (issu de la Résistance), André Fougeron a réalisé plusieurs tableaux se rapportant à cette ville ouvrière (sur la bonneterie et les ateliers SNCF du réseau est de la France), œuvres exposées dans différents établissements communaux de cette cité.

## Expositions

### Expositions personnelles
- 1951 : « Le pays des mines », galerie Bernheim-Jeune, Paris[42]
- 1967 : Neuer Berliner Galerie, Berlin[43]
- 1968 : Musée Pouchkine, Moscou, puis Musée de l'Ermitage, Léningrad.
- 1969 : Galerie Katia-Granoff, Paris[44]
- 1973 : Espace des Cordeliers, Châteauroux
- 1978 : Städtische Kunsthalle, Recklinghausen
- 1993 : Galerie Jean-Jacques Dutko, Paris[45]
- 1994 : Rivages, Rennes
- 1999 : « Hommage à André Fougeron. Œuvres de 1970 à 1990 », Montrouge
- 2005 : « André Fougeron, à l'exemple de Courbet », musée national d'histoire et d'art de Luxembourg, puis musée des beaux-arts de Pau
- 2014 : « André Fougeron (1913-1998), Voilà qui fait problème vrai », La Piscine, Roubaix[46],[47],[48].

### Expositions collectives
- De Marx à Staline - Bernard Damiano, André Fougeron, Fernand Léger, Mireille Miailhe, Pablo Picasso, Édouard Pignon, Paul Rebeyrolle, Jean Vénitien..., Maison des métallurgistes, Paris, mai 1953[49].
- L'expressionnisme de l'après-guerre en cinquante tableaux - Bernard Buffet, Jean Dannet, André Fougeron, Franz Priking, Gaston Sébire…, galerie Drouant, Paris, 1982

## Publications
- Pour le peuple africain de Jacques Derrida, préface de Nelson Mandela, portfolio d'estampes de Henri Cueco, Daniel Clarke, Herve Di Rosa, André Fougeron, Gérard Gosselin, Jean Messagier, Ernest Pignon-Ernest, Bernard Rancillac, Antonio Saura, Antonio Segui et Vladimir Veličković, 225 exemplaires numérotés, éditions de l'Association nationale contre l'apartheid, Paris, 1994.
- Le Pays des mines, préfacé par Auguste Lecœur, présenté par André Stil, Lens-Paris, Fédération régionale des Mineurs du Nord et du Pas-de-Calais, 32 pages et 14 planches, 1950
- La Jacquerie, de Prosper Mérimée, préface de Louis Aragon, illustré par André Fougeron, La Bibliothèque Française, 1946

## Collections publiques
- 1937 : Espagne martyre[50], Tate Modern, Londres
- 1946 : La Trieuse de pierres[51], musée d'art moderne de la Ville de Paris
- 1947 : Cuisinière endormie, musée La Piscine, Roubaix[52]
- 1948 : Les Parisiennes au marché[53],[54], musée d'art moderne et contemporain de Saint-Étienne
- 1949 : Hommage à André Houllier[55], musée Pouchkine, Moscou
- 1950 : Le Pays des mines : Les Juges[56],[57], musée national d'art moderne Georges-Pompidou, Paris
- 1950 : Le Pays des mines : Le Mineur, collection du musée d'Archéologie et d'Histoire locale de Denain
- 1950 : Le Pays des Mines : Nos 3 000 unités, en dépôt au musée d'Archéologie et d'Histoire locale de Denain
- 1950 : Le Pays des Mines : Les Cyclistes, en dépôt au musée d'Archéologie et d'Histoire locale de Denain
- 1950 : Le Pays des Mines : La Tribune des mineurs, collection du musée d'Archéologie et d'Histoire locale de Denain
- 1952 : Le 18 mars 1871 l'enterrement du fils de Victor Hugo[58], musée national d'histoire et d'art, Luxembourg
- 1953 : Civilisation atlantique[59],[60], Tate Modern, Londres
- 1953 : Les paysans français défendent leurs terres[61], musée d'art moderne de Saint-Étienne
- 1953 : Retour du marché[57], Tate Modern, Londres
- 1955 : Les Patates, musée national des beaux-arts du Québec[62]
- 1957 : Bollene dans le (Vaucluse), groupe scolaire Bollène-ville[63]
- 1958 : Massacre de Sakiet[64], Tate Modern, Londres
- 1958 : Arcueil, groupe scolaire du Chaperon vert , décoration dans le cadre du 1% artistique[65]
- 1959 : Bagneux, groupe scolaire des Blains, décoration dans le cadre du 1 % artistique[66]
- 1976 : Tableau cynégétique[67], musée national d'histoire et d'art, Luxembourg